# جون ستورم
جون ستورم (بالنرويجية البوكمول: Johan Storm)‏ هو مترجم نرويجي، ولد في 24 نوفمبر 1836 في Lom, Norway ‏ في النرويج، وتوفي في 26 أكتوبر 1920 في كريستيانية في النرويج.